# Гданьск (хоккейный клуб)
Клуб хоккейный «Гданьск» (пол. KH Gdańsk) — польский хоккейный клуб из города Гданьск. 
Домашней ареной клуба является стадион «Оливия». 
6 мая 2010 года данные про Акционерное общество «Клуб Хоккейный Гданьск» были внесены в польский Реестр предпринимателей. Таким образом было зарезервировано название для будущего клуба. Датой основания клуба считается 1 марта 2012 года. Команда была создана на базе команды хоккейного клуба «Сточнёвец», начавшей испытывать серьёзные финансовые проблемы еще в 2010 году, и прекратившей свои выступления в Польской хоккейной лиге после сезона 2010/2011. Несмотря на то, что АО «Сточнёвец», управлявшее одноименным хоккейным клубом, вместе с долгами было приобретено Акционерным обществом «ХК Гданьск», последний не считается правопреемником ГКС «Сточнёвец». Первым председателем клуба стал Доброслав Манковский.
Летом 2012 года была укомплектована команда, тренером был назначен Генрик Заброцкий. В августе команда приступила к тренировкам. Клуб принял решение участвовать в чемпионате Польши по хокею с шайбой, и был зачислен в первую польскую хоккейную лигу на сезон 2012/2013 года. 16 августа 2012 года ХК «Гданьск» получил лицензию Комиссии PZHL по клубным лицензиям на выступления в этом классе. Reaktywacja gdańskiego hokeja. Klub Hokejowy Gdańsk rozpoczął treningi (пол.).</ref> В ноябре 2012 года покинул пост председателя клуба Доброслав Манковский, хотя формально он оставался до 31 декабря 2012 года. Его преемником стал Кшиштоф Клинкош. Также в начале декабря покинул тренерский пост Генрик Заброцкий. Тогда же из команды ушли несколько хоккеистов. В январе 2013 года на короткий срок играющим тренером стал Матеуш Стружик. Его консультантом стал Гжегош Хрушчинский. Он не был назначен тренером официально и после отъезда Стружика, однако, руководил командой в нескольких последних играх сезона. Результатом выступления команды в сезоне стало лишь 5 побед в 24 играх, предпоследнее, 6-е место, и непопадание в плей-офф. Этот сезон так и остался единственным в истории выступления клуба. Из-за финансовых проблем клуб снялся с розыгрыша следующего турнира.
В 2013 команда планировала заявиться в КХЛ, но из-за финансовых проблем не смогла присоединиться к лиге. В середине 2013 года клуб прекратил своё существование в связи с попыткой создания нового проекта — клуба «Оливия» как команды КХЛ.